# Woman Worldwide
Albums de Justice
Woman
(2016) Hyperdrama
(2024)
Woman Worldwide est le troisième album live du duo de musique électronique français Justice, publié le 24 août 2018 par Ed Banger Records et Because Music. 
L'album contient des morceaux remixés provenant de leur discographie. D'après Xavier de Rosnay l'album est  « une sorte d'hybride entre live, best-of et remixes ». L'album est décrit comme « 10 ans de Justice mixée et remixée »,,.

## Contexte et sortie
Woman Worldwide est un album inspiré de la tournée mondiale de Justice suivant la parution de l'album studio Woman. Pendant cette tournée, le duo électro Justice a enregistré leurs meilleurs succès en live , des mois durant, date après date. Ils ont donc accumulé les enregistrements de leurs prestations pour ensuite les retravailler en studio avec plus de moyens techniques. Xavier de Rosnay a déclaré « En fait, après six-huit mois de tournée, on s’est mis à enregistrer nos concerts. Mais en même temps, on ne souhaitait pas sortir un troisième live comme les deux précédents, qui avaient un côté assez brut ».
L'album a été annoncé le 10 mai 2018 après leur performance à la conférence Google I / O 2018 à Mountain View, en Californie . Le premier single de l'album Stop a été partagé sur le compte YouTube de Justice, le 7 mai 2018. Dance x Fire x Safe and Sound est sorti en tant que deuxième single de l'album le 22 juin 2018. Le troisième single, Randy (WWW), est sorti le 6 juillet 2018. Chorus (WWW), le quatrième et dernier single de l'album, est sorti le 16 août 2018.

## Accueil critique
L'album a reçu un accueil généralement favorable de la part des critiques. Sur le site Metacritic, qui collecte les notes attribuées pour ensuite en faire une moyenne en pourcentage , l'album a reçu une note moyenne de 69 sur 100
L'album a également reçu un Grammy Award du meilleur album de danse / électronique a la 61e cérémonie des Grammy Awards . 

## Liste des titres
Toutes les chansons sont écrites et composées par Gaspard Augé et Xavier de Rosnay.
| 1.    | Safe and Sound                                       | 7:32 |
| 2.    | D.A.N.C.E.                                           | 3:16 |
| 3.    | Canon x Love S.O.S.                                  | 4:47 |
| 4.    | Genesis x Phantom                                    | 4:45 |
| 5.    | Pleasure x Newjack x Civilization                    | 5:38 |
| 6.    | Heavy Metal x DVNO                                   | 4:43 |
| 7.    | Stress                                               | 5:48 |
| 8.    | Love S.O.S.                                          | 4:45 |
| 9.    | Alakazam ! x Fire                                    | 6:09 |
| 10.   | Waters of Nazareth x We Are Your Friends x Phantom 2 | 6:31 |
| 11.   | Chorus                                               | 6:04 |
| 12.   | Audio, Video, Disco                                  | 6:17 |
| 13.   | Stop                                                 | 4:26 |
| 14.   | Randy                                                | 7:33 |
| 15.   | D.A.N.C.E. x Fire x Safe and Sound                   | 6:22 |
| 84:36 |                                                      |      |